# アルマゲドン2013
『アルマゲドン2013』（原題: CAT. 8）は、カナダのパニック映画(テレビミニシリーズ：全2話)。

## キャスト
- マイケル・レンジャー博士：マシュー・モディーン（日本語吹替：森田順平）
- ジェーン・ウィットロー博士：マキシム・ロイ（日本語吹替：幸田夏穂）
- ブライアン・リー国務長官：テッド・ウィットール
- ジャック・ヒルクロフト：トレヴァー・ヘイズ
- カレン・レンジャー：カリンカ・ペトリー（日本語吹替：ブリドカットセーラ恵美）
- ティム・デイヴィス：スピロ・マランドラキス（日本語吹替：田村真）
- ビバリー・ヒルクロフト：ケイト・ドラモンド（日本語吹替：西川侑津佳）
- ダンカン大統領：アラン・ゴーレム
- アリス・クレーン副大統領：スーザン・ホーガン
- ウィリアム・ダンヴィル：フランシス・X・マッカーシー